# Glossario dei termini marinareschi
Il glossario è utile per la comprensione del linguaggio della storia della navigazione, degli sport velici e della marineria in generale.
- Glossario dei termini marinareschi (A-B)
- Glossario dei termini marinareschi (C-I)
- Glossario dei termini marinareschi (J-R)
- Glossario dei termini marinareschi (S-Z)